# Gothminister
Gothminister är ett industrimetalband från Norge. Det startades 1999 och har sedan dess släppt sju album, och har haft stor framgång särskilt i Tyskland. De har spelat på flera stora tyska musikfestivaler, inklusive Wave-Gotik-Treffen (WGT), Dark Storm Festival, och spelade inför mer än 10 000 personer på Schattenreich Festival, och 15 000 personer på M'era Luna.

## Medlemmar

### Nuvarande medlemmar
- Gothminister (Bjørn Alexander Brem) – sång
- Chris Dead (Christian Svendsen) – trummor
- Ikaros (Glenn Nilsen) – gitarr
- Turbo Natas (Ketil Eggum) – gitarr

### Tidigare medlemmar
- Demens Narcissus (Sandra Jensen) – kostymer
- Android (Andy Moxnes) – keyboard, gitarr
- Machine (Björn Aadland) – gitarr

### Gästframträdanden
- Cecilia Kristensen – "Girl" i videon till "Dark Side"
- Östra Strix – "Girl" i videon till "Freak"

### Konsertgäster
- Eric Burton – sång på låten "Hatred" under musikfestivalen M'era Luna 2004
- Bruno Kramm – keyboard under Wave-Gotik-Treffen 2011 och M`era Luna 2011

## Diskografi

### Promos
- 2000 – "Angel" / "Robots" (singel)
- 2003 – "The Holy One" / "Pray" (singel)
- 2005 – Empire Of Dark Salvation (EP)
- 2005 – Swallowed By The Earth (EP)
- 2008 – Dusk Till Dawn (EP)

### Studioalbum
- 2003 – Gothic Electronic Anthems
- 2005 – Empire Of Dark Salvation
- 2008 – Happiness In Darkness
- 2011 – Anima Inferna
- 2013 – Utopia
- 2017 – The Other Side
- 2022 – Pandemonium
- 2024 – Pandemonium II: The Battle of the Underworlds

### EP
- 2001 – Angel

### Singlar
- 2002 – "Devil" (maxisingel)
- 2003 – "Angel" (maxisingel)
- 2013 – "Utopia"